# Frangepán-várkastély (Krk)
A Frangepán-várkastély egy 12. századi erődítmény Horvátországban, Krk városában.

## Fekvése
Krk város központjában a Kamplin tér öböl felőli oldalán áll.

## Története
A Frangepán-kastélyt több generáción át a Frangepánok építették. Az első krki gróf, Dujam halála után gyermekei folytatták építkezéseit. A kastély legrégibb része a püspökség melletti négyszögletes torony, melyben a Frangepánok ítélőszéke működött. Erről szól a bejárat feletti felirat, melyből kiderül, hogy az egész közösség segítségével 1191-ben János püspök, valamint Bertalan és Vid vegliai hercegek idejében épült. Ezután, feltehetően a 13. században épült a hengeres torony és az épület alsó részei. A keleti részén a tenger irányában még egy négyzetes torony áll, bár őrség csak a nyugati oldalon volt. Az emeleti részekre lépcsősor vezet fel. Az épületegyüttes építésének befejezése nem tudni pontosan mikor, de mindenképpen 1348 előtt történt. 
A kastélyt 1480 körül, majd 1600 körül megújították. Az utóbbiról szól az „Aureae Venetorum libertati” feliratú kőtábla Velence jelképe, Szent Márk szárnyas oroszlánja alatt. Ekkor építették a hengeres torony második emeletét és tetőzetét. Első ismert ábrázolása a košljuni főoltár képén látható, ahol a város védőszentje, Szent Kvirin tartja a kezében. A képet 1530 körül festette Girolamo da Santa Croce.

## Mai állapota
A várkastélyt a 12. és 15. század között építette a krki Frangepán nemesi család azzal a céllal, hogy megvédje a várost, hogy támadás esetén mind a katonák, mind a környékbeli lakosok a falain belülre menekülhessenek. A négyzet alakú torony a kastély legrégebbi része. Feltételezhetően a kastélytól függetlenül a székesegyház harangtornyának épült, mivel a székesegyháznak nem volt másik harangtornya. Az építés évének bizonyítéka a négyszögletes torony ajtaja felett található lunetta, amelyen az építtetők neve mellett az 1191-es évszám van tüntetve. A négyszögletes torony falának rétegei között freskók találhatók, így valószínű, hogy az egész tornyot liturgikus vagy egyéb ünnepségekre használták, később pedig ítélkezési funkciókat töltött be. A földszintjén van kiállítva egy 4. századi sírkő, a város nevét tartalmazó legrégibb írásos emlék.
A hengeres tornyot Velencei toronynak hívják, mert a velencei uralom alatt felújították. Ennek emléke a falába illesztett „Aureae Venetorum libertati” feliratos, szárnyas oroszlános tábla. A torony belsejében felismerhető az az impozáns, elfalazott kapu, mely az építés idején rácsos volt. Láthatjuk a városra néző ágyúlőréseket, melyek a vár urait saját vazallusaiktól védték. A földszinti kiállítás kulturális és történelmi áttekintést nyújt Krk városának eredetéről, a liburn korszaktól napjainkig. Felkapaszkodva a kerek torony második emeletére, ki lehet menni a falak mentén, ahonnan kilátás nyílik a várra és a négy égtáj felé.
A várkastély északnyugati részén a negyedik saroktorony helyén találjuk az úgynevezett „Masikult”, mely az őrség részére szolgáló, fedett és bekerített építmény volt, de nem volt igazi torony. Valószínűleg az egész várat úgy építették, hogy a falakat két meglévő, régebbi toronyhoz építették, melyeket a tenger és a város felé néző kedvező helyzetük miatt már korábban is őrtornyokként használtak. A falak teljes hosszában talált kőkonzolok tanúsítják, hogy mind a falakat, mind a tornyokat járőrözésre használták. A déli falakon olyan puskalőrések nyílásait látjuk, amelyek a lövészek részére védelmet nyújtó elemekkel vannak ellátva. A kastély belseje egy fedetlen nagy terület, ahová a katonák és a polgárok menekültek veszélyhelyzetben. A tiszta ivóvizet a ciszterna biztosította a déli és nyugati oldalán kialakított két kimeneti nyílással.
Az északi falak ágyúfülkéiben kiállításokat rendeztek be: az egyik a gabonamérésről (amelyet mind értékesítésre, mind adózásra használtak), a másik a Krket megemlítő legrégebbi római feliratról szól, amely a falak kiterjesztéséről beszél, egyúttal bizonyítja a város létezését az i. e. 50. és 30. közötti időszakban. A déli falak üregeiben ókori liburn sírkövek vannak kiállítva.
Keleti oldalon látható a régi falak felé vezető kijárat, melyek régebbi tornyaikkal a várkastély védelmét erősítették.